# Campionato podistico meridionale
Il campionato podistico meridionale è stata una manifestazione di atletica leggera disputatasi in un'unica edizione a Napoli il 15 e 16 ottobre 1904. La competizione era riservata agli atleti dell'Italia meridionale e a quelli provenienti da Roma e dall'Abruzzo. Si disputò nell'anno in cui non si tennero i campionati organizzati dall'Unione Pedestre Italiana, tra le edizioni del 1905 e del 1906.
Il programma dell'incontro era uguale a quello dei campionati dell'Unione Pedestre Italiana 1905: 100 metri piani, 1500 metri piani, corsa 25 km e marcia 30 km.

## Risultati
| Specialità   | Oro                                      | Prestazione | Argento                                     | Prestazione | Bronzo                                | Prestazione |
| 100 m        | Guglielmo Matocena Ginnastica Partenopea | 10"3/5      | Fausto Dragone Ginnastica Partenopea        | s/t         | Fiore Pro Italia Bari                 | s/t         |
| 1500 m       | Angelo Golini Podistica Lazio            | 4'30"0      | Valentino Lubrano Virtus Pozzuoli           | s/t         | Olinto Bitetti Podistica Lazio        | s/t         |
| 25 km        | Pericle Pagliani Podistica Lazio         | 1h42'00"    | Bernardino Mazzarella Ginnastica Partenopea | s/t         | D'Elia Ginnastica Partenopea          | s/t         |
| Marcia 30 km | Romano Zangrilli Podistica Lazio         | 2h51'00"    | Emilio Ircanio Ginnastica Partenopea        | s/t         | Vincenzo Strino Ginnastica Partenopea | s/t         |